# Mareuil-en-Dôle

Mareuil-en-Dôle este o comună în departamentul Aisne din nordul Franței. În 1 ianuarie 2022 avea o populație de 223 de locuitori.